# Дерзау
Дерзау (њем. Dersau) општина је у њемачкој савезној држави Шлезвиг-Холштајн. Једно је од 84 општинска средишта округа Плен. Према процјени из 2010. у општини је живјело 909 становника. Посједује регионалну шифру (AGS) 1057015.

## Географски и демографски подаци
Дерзау се налази у савезној држави Шлезвиг-Холштајн у округу Плен. Општина се налази на надморској висини од 43 метра. Површина општине износи 7,5 km². У самом мјесту је, према процјени из 2010. године, живјело 909 становника. Просјечна густина становништва износи 121 становника/km².